# Suur Munamägi
Suur Munamägi ('Grote Eiberg') is de hoogste top van Estland en de Baltische landen. De top van de heuvel ligt 318 meter boven zeeniveau, in de provincie Võrumaa in het zuidoosten van het land, en is onderdeel van het Hoogland van Haanja (Haanja kõrgustik). 

## Uitkijktoren
In 1812 werd voor het eerst een uitkijktoren op de top gebouwd. De huidige toren werd gebouwd in 1939 en werd gerenoveerd in 1969 en 2005. In 1969 is het uitzichtplatform verhoogd van 26 naar 29 meter hoogte. In de toren vindt de bezoeker informatie over de natuur in de provincie Võrumaa.